# Thomas Merk
Thomas A. Merk (* 7. Februar 1953 in München) ist ein deutscher Schriftsteller und literarischer Übersetzer.

## Leben
Thomas Merk arbeitete als freier Fotodesigner, Fotojournalist und Werbefotograf und kam danach zum Schreiben. Seit 1990 ist er als literarischer Übersetzer aus dem Englischen tätig, seit 1993 als freier Schriftsteller. 2007 lernte er den Kabarettisten Helmut Schleich kennen, mit dem zusammen er von 2008 bis 2020 dessen Kabarettprogramme und Fernsehbeiträge schrieb. Ein Highlight dieser Zusammenarbeit war das Spektakel Ludwig IV – Ein echter König geht nicht unter, das als erstes Kabarett in einem bayerischen Königsschloss von 2009 bis 2011 auf Schloss Herrenchiemsee gespielt wurde.
Gemeinsam mit Helmut Schleich entwickelte Thomas Merk die Sendung "SchleichFernsehen", die 2011 erstmals im Bayerischen Fernsehen  ausgestrahlt wurde. Bis 2020 war er Co-Autor der Sendung und produzierte Dutzende von animierten Zuspielern für "SchleichFernsehen." Im Juni 2021 stellte er auf eigenen Wunsch die Mitarbeit an der Sendung ein.
Als Autorenteam hauchten Merk und Schleich der Figur des ehemaligen bayerischen Ministerpräsidenten Franz Josef Strauß (1915–1988) im Fernsehen und auf der Kabarettbühne neues satirisches Leben ein. Angefangen mit Schleichs gefeiertem Auftritt als Franz Josef Strauß beim Nockherberg 2010 schrieben sie zahlreiche Straußreden für diverse Anlässe. Nach umfangreichen Recherchen im Nachlass von Franz Josef Strauß in der Hanns-Seidel-Stiftung entwickelten sie für den Tag der Archive 2012 das Programm "Strauß lass nach", das sie am 2. März 2012 in der Hanns-Seidel-Stiftung zum ersten Mal aufführten. Am 1. Oktober 2013 erschien ihr satirisches Strauß-Tagebuch "Franz Josef Strauß – mein Tagebuch von 1988 bis heute" im Droemer Verlag.
Im Jahr 2021 erschien das im Allitera Verlag, München, das Buch "Tiger Willi - As Lebn is a Schindermatz", das Thomas Merk zusammen mit der Herausgeberin Andrea Raabe konzipiert. Für diesen Band hat Thomas Merk viele Fotos sowie den Beitrag "Ein Dschungel für den Tiger" beigetragen.
Seit 2019 schreibt Thomas Merk die Moderationen für die Sendung "Wirtshausmusikanten" im BR-Fernsehen (zusammen mit Traudi Siferlinger).

## Bücher
- Irland. Ellert & Richter, Hamburg 1993, ISBN 3-89234-460-4.
- Norwegen. Ellert & Richter, Hamburg 1995, ISBN 3-89234-615-1.
- Der Tegernsee und das Oberland. Ellert & Richter, Hamburg 1995, ISBN 3-89234-594-5.
- Der Pfaffenwinkel. Ellert & Richter, Hamburg 1996, ISBN 3-89234-666-6.
- Auf König Ludwigs II. Spuren. Ellert & Richter, Hamburg 1999, ISBN 3-89234-666-6.
- Irland – Eine Bildreise. Ellert & Richter, Hamburg 1999, ISBN 3-89234-858-8.
- Die Romantische Straße. Ellert & Richter, Hamburg 1999, ISBN 3-89234-593-7.
- Der Main. Ellert & Richter, Hamburg 2000, ISBN 3-89234-666-6.
- Die Donau. Ellert & Richter, Hamburg 2001, ISBN 3-89234-987-8.
- Norwegen. Polyglott Reisebuch, München 2001, ISBN 3-493-60407-6.
- Daheim is ned dahoam (zusammen mit Helmut Schleich). LangenMüller, München 2013, ISBN 978-3-7844-3321-9.
- Franz Josef Strauß – Mein Tagebuch von 1988 bis heute (zusammen mit Helmut Schleich). Droemer, München 2013, ISBN 978-3-426-27614-3.
- Tiger Willi - As Lebn is a Schindermatz. Herausgegeben von Andrea Raabe. Allitera Verlag, München, 2021. ISBN 978-3-96233-267-9

## Kabarett
- 2008: Der allerletzte Held – mit und für Helmut Schleich
- 2009 "Ludwig IV. - ein echter König geht nicht unter" – mit Helmut Schleich, Martina Schnell, Sebastian Knözinger
- 2011: Nicht mit mir! – mit und für Helmut Schleich
- 2012: "Strauß lass nach" – mit Helmut Schleich
- 2014 "Ehrlich" – mit und für Helmut Schleich
- 2018 "Kauf, du Sau!" mit und für Helmut Schleich

## Drehbücher und Fernsehbeiträge
Seit 2009 schreibt Thomas Merk Drehbücher und Beiträge für die Auftritte von Helmut Schleich in diversen Fernsehsendungen, darunter für die Sendung "SchleichFernsehen", die er zusammen mit Helmut Schleich konzipierte. Er verfasste auch Beiträge für "Grünwald Freitagscomedy", "Ottis Schlachthof", "Neues aus der Anstalt", "Auf bairisch g'lacht", "Lach doch", "Kabarett aus Franken", "Asül für alle", "Mitternachtsspitzen".
2010 schrieb er zusammen mit Schleich dessen Auftritt als Franz Josef Strauß auf dem Münchner Nockherberg.

## Literarische Übersetzungen
Seit 1990 hat Thomas Merk für verschiedene Verlage über 80 literarische Werke aus dem Englischen übersetzt.

## Videoarbeiten
Für die Sendung "SchleichFernsehen" drehte Thomas Merk Videos für die Rubrik "Schleichwege – der Hapflinger Sepp unterwegs" sowie diverse animierte Zuspieler, darunter Miniserien wie "Horsts kleine Landtagskunde" (Parodie auf den Bayerischen Ministerpräsidenten Horst Seehofer), "Die Sendung mit der Maut" und "Neues vom Virus".